# Ел Линдеро (Танкијан де Ескобедо)
Ел Линдеро (шп. El Lindero) насеље је у Мексику у савезној држави Сан Луис Потоси у општини Танкијан де Ескобедо. Насеље се налази на надморској висини од 130 м.

## Становништво
Према подацима из 2005. године у насељу је живело 5 становника.

### Хронологија
| Година       | 2000       | 2005 |
| ------------ | ---------- | ---- |
| Становништво | 12 (6 / 6) | 5    |

### Попис
| # | Индикатор                        | Вредност |
| - | -------------------------------- | -------- |
| 1 | Укупно појединачних домаћинстава | 1        |